# G-Taste
G-Taste (jap. ジィ・テイスト, Ji Teisuto) ist ein Manga des japanischen Zeichners Hiroki Yagami, der 1997 bis 2004 in Japan erschien. Das Werk wurde zweimal als OVA adaptiert und ist in das Genre Hentai einzuordnen.

## Inhalt
Der Manga besteht aus kurzen erotischen Geschichten, in denen der Leser meist die Rolle eines Voyeurs einnimmt. Dabei wird meist nicht Nacktheit gezeigt, sondern eher das Verhüllte. Die Geschichten handeln unter anderem von Sex zwischen einer Lehrerin und ihrem Schüler und Sex zwischen Frauen. In den späteren Kapiteln werden die Darstellungen detaillierter und expliziter.

## Veröffentlichung
Der Manga erschien von Juli 1997 bis 2004 im Manga-Magazin Young Magazine Uppers des Verlags Kodansha in Japan. Die Kapitel wurden auch in sieben Sammelbänden herausgebracht. Eine deutsche Fassung der ersten sechs Bände wurde von Oktober 2003 bis Juni 2004 durch Planet Manga veröffentlicht, danach wurde die Veröffentlichung abgebrochen. Dabei entspricht der deutsche Band 5 dem japanischen Band 4,5. Band 6 in Deutsch ist somit Band 5 in Japanisch.

## Anime
Am 18. Dezember 1999 produzierte Green Bunny eine siebenteilige OVA auf Grundlage des Mangas. Die Teile sind jeweils 25 Minuten lang. Regie führte Shunsuke Harada, das Drehbuch schrieb Yoshiki Imamura. Das Charakterdesign stammt von Masaki Yamada. Es folgten Übersetzungen ins Englische, Französische, Deutsche und Niederländische. Die deutsche Fassung wurde von Anime-Virtual auf drei DVDs veröffentlicht, die Synchronisation entstand bei Elektrofilm.
2010 kam eine zweite OVA heraus, ein 30 Minuten langer Film. Bei der am 22. November veröffentlichten Produktion führte Katsuhiko Nishijima Regie.
| Rolle            | japanischer Sprecher (Seiyū) |
| ---------------- | ---------------------------- |
| Mayu Hoshino     | Aya                          |
| Kanae Aizawa     | Hiroko                       |
| Sayaka Mizukoshi | Kaori                        |
| Ayaka Konno      | Michiru                      |
| Kyōka Fubuki     | Minami Nagasaki              |

## Rezeption
Laut Irene Salzmann von Splashcomics bewegt sich der Manga „auf dem schmalen Grat dessen, was Aktmalerei von Pornographie trennt“ und widme sich auch der Schönheit der Frau. Die Geschichten, in die die erotischen Bilder verpackt sind, seien oft humorig, allerdings manchmal auch dümmlich. G-Taste sei mehr ein Artbook als ein Manga. Auch ähnelten sich die Darstellungen der Mädchen oft, so würden die Geschichten auf Dauer langweilig und seien nur etwas für Fans des Genres.
Die Animania schreibt zum Anime, bei diesem spiele ähnlich wie bei der Vorlage die Handlung nur eine untergeordnete Rolle; „die holde Weiblichkeit mit all ihren Reizen“ stehe im Vordergrund. Der Anime biete „seichte, unverpixelte Unterhaltung“ mit „üblichen, simplen Erotik-Klischees, die ab und an eine härtere Gangart anschlagen“. Entscheidende Handlungen seien dabei oft hinter hellem Licht verborgen. Die technische Umsetzung sei ordentlich und die Farbgebung passe zum erotischen Inhalt, animationstechnisch sei das Werk aber „kein herausragender Sehgenuss“. Die deutsche Synchronisation – wie auch das Original – sei „schon ein wenig zu intensiv gesprochen“ und bewege sich damit „auf anzüglichem Erotikfilm-Niveau“.